# 박수완 (축구 선수)
박수완(2000년 4월 10일 ~ )는 대한민국의 축구 선수로, 포지션은 수비수이다.